# Trofeo Gelderland 1998
El Torneo Gelderland de 1998 (Gelderland Toernooi 1998, en holandés) fue un torneo de fútbol amistoso que se disputó en la ciudad de Arnhem, Países Bajos, con el SBV Vitesse como equipo anfitrión y el Chelsea FC de Inglaterra, el Atlético de Madrid de España y el CR Flamengo de Brasil como equipos invitados.

## Encuentros disputados
|                | Fecha       | Equipo 1           | Resultado  | Equipo 2           | Goles                                  |
| -------------- | ----------- | ------------------ | ---------- | ------------------ | -------------------------------------- |
| Semifinal      | 4 de agosto | Atlético de Madrid | 4-0        | Chelsea FC         | Juninho (2), Fernández, José Mari.     |
| Semifinal      | 4 de agosto | SBV Vitesse        | 1-1 (5-4)p | CR Flamengo        | ¿?                                     |
| 3º y 4º puesto | 5 de agosto | Chelsea FC         | 5-0        | CR Flamengo        | Vialli, Di Matteo, Poyet, Petrescu (2) |
| Final          | 5 de agosto | SBV Vitesse        | 0-3        | Atlético de Madrid | Lardín (2), José Mari.                 |

El torneo se jugó en formato cuadrangular con dos semifinales, un partido de consolación y la final que otorgaba el trofeo al campeón.

## Clasificación
El Atlético de Madrid fue el campeón del torneo ganando los dos partidos disputados.
- 1º-  Atlético de Madrid
- 2º-  SBV Vitesse
- 3º-   Chelsea FC
- 4º-  CR Flamengo